# Sandō

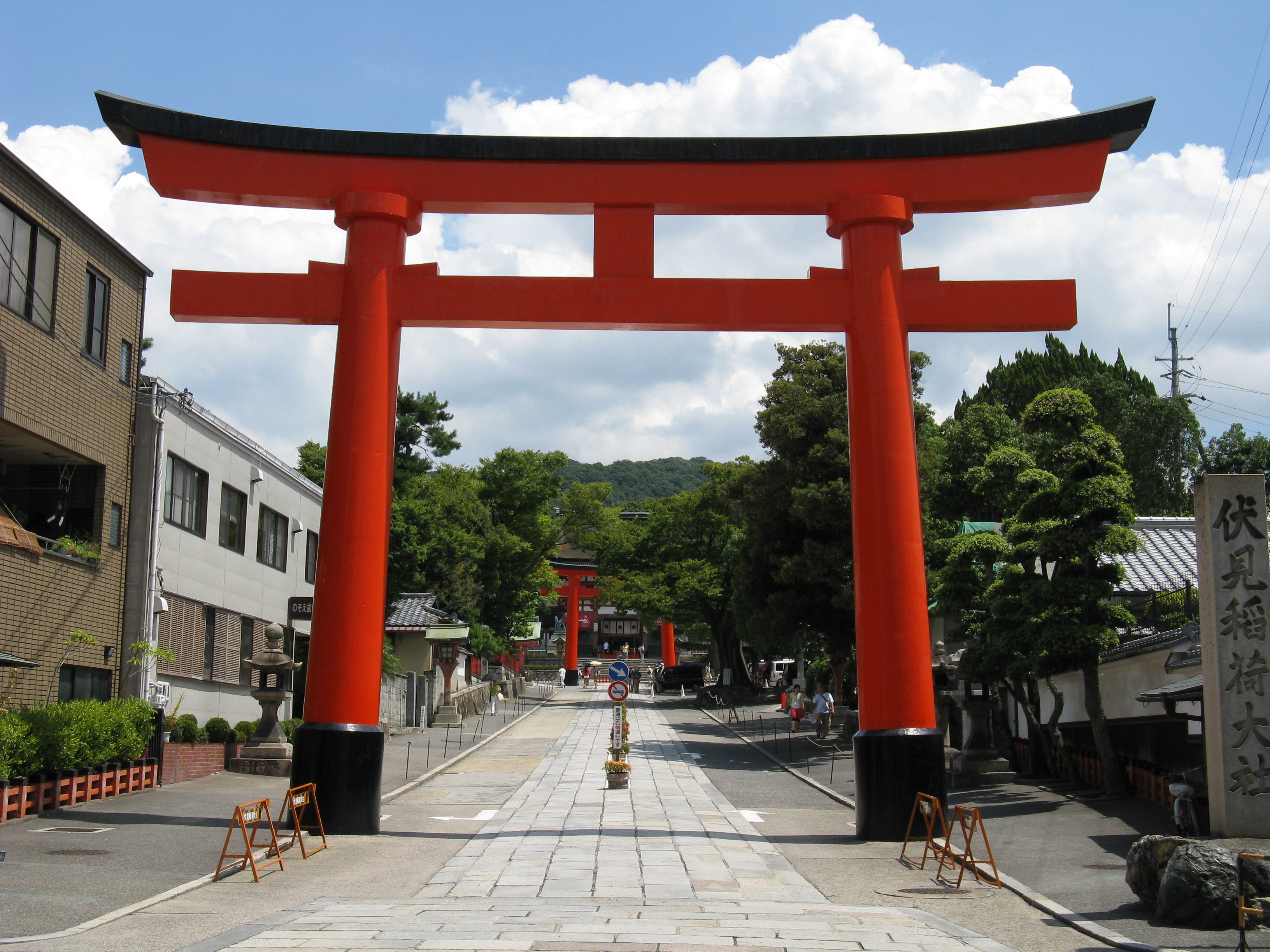
Sandō en Fushimi Inari-taisha en Kioto

Un sandō (参道?  camino de visita) en la arquitectura japonesa es el camino que conduce tanto un santuario sintoísta como a un templo budista. Su punto de origen usualmente se ubica en las puertas torii sintoísta o en el sanmon budista, que marcan el comienzo del territorio del templo o santuario. Pueden tener también linternas de piedra y otras decoraciones en algún punto del camino.
Un sandō puede ser denominado como omote-sandō (表参道?), si es la entrada principal, o un ura-sandō (裏参道?) si es una entrada secundaria, especialmente si es en la parte trasera; también en ocasiones puede haber caminos laterales waki-sandō (脇参道?). Por ejemplo, el famoso distrito de Omotesandō en Tokio, toma su nombre por el acceso principal del Santuario Meiji, que se ubica cerca.

## Galería

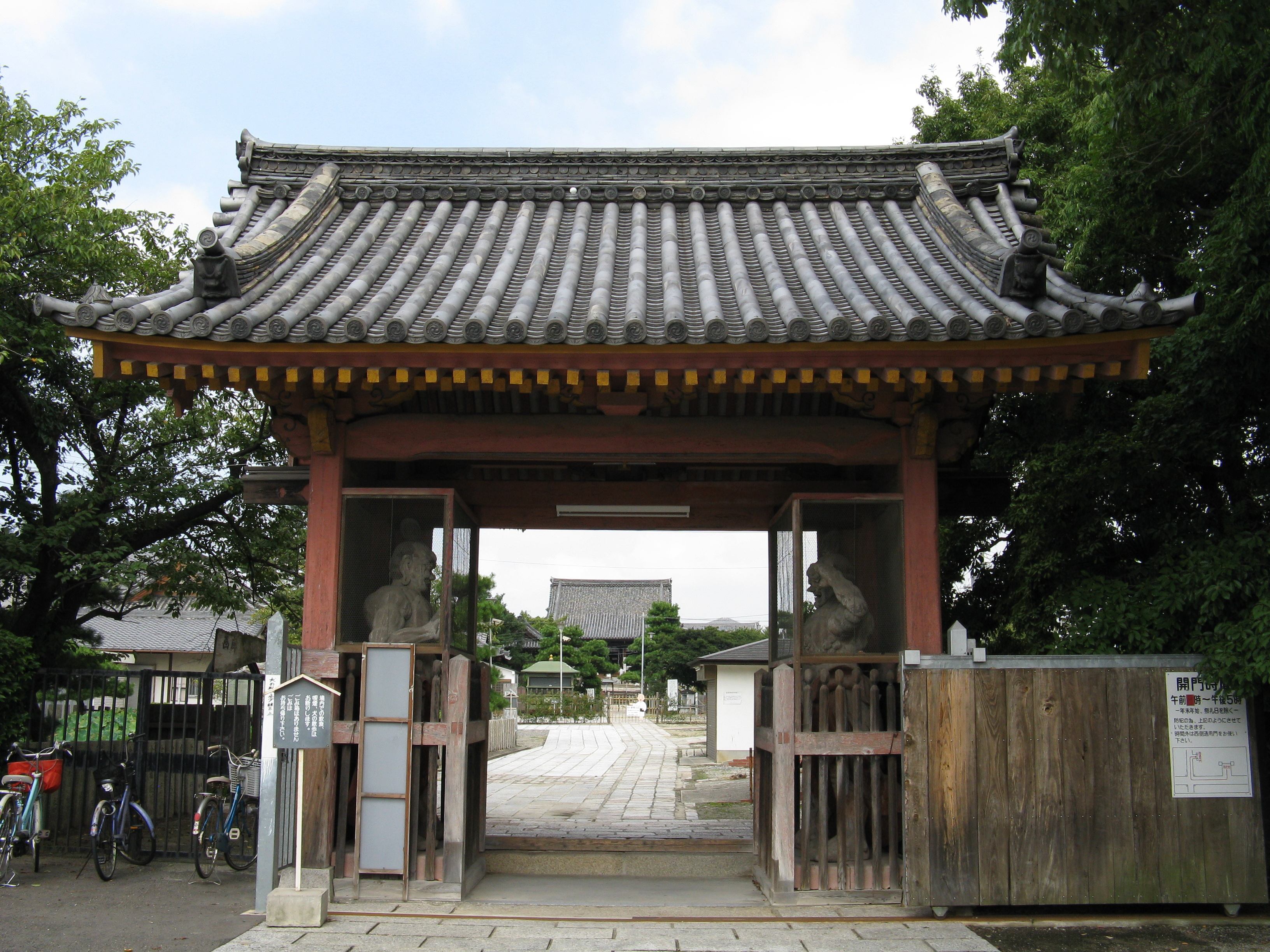
Un sandō budista
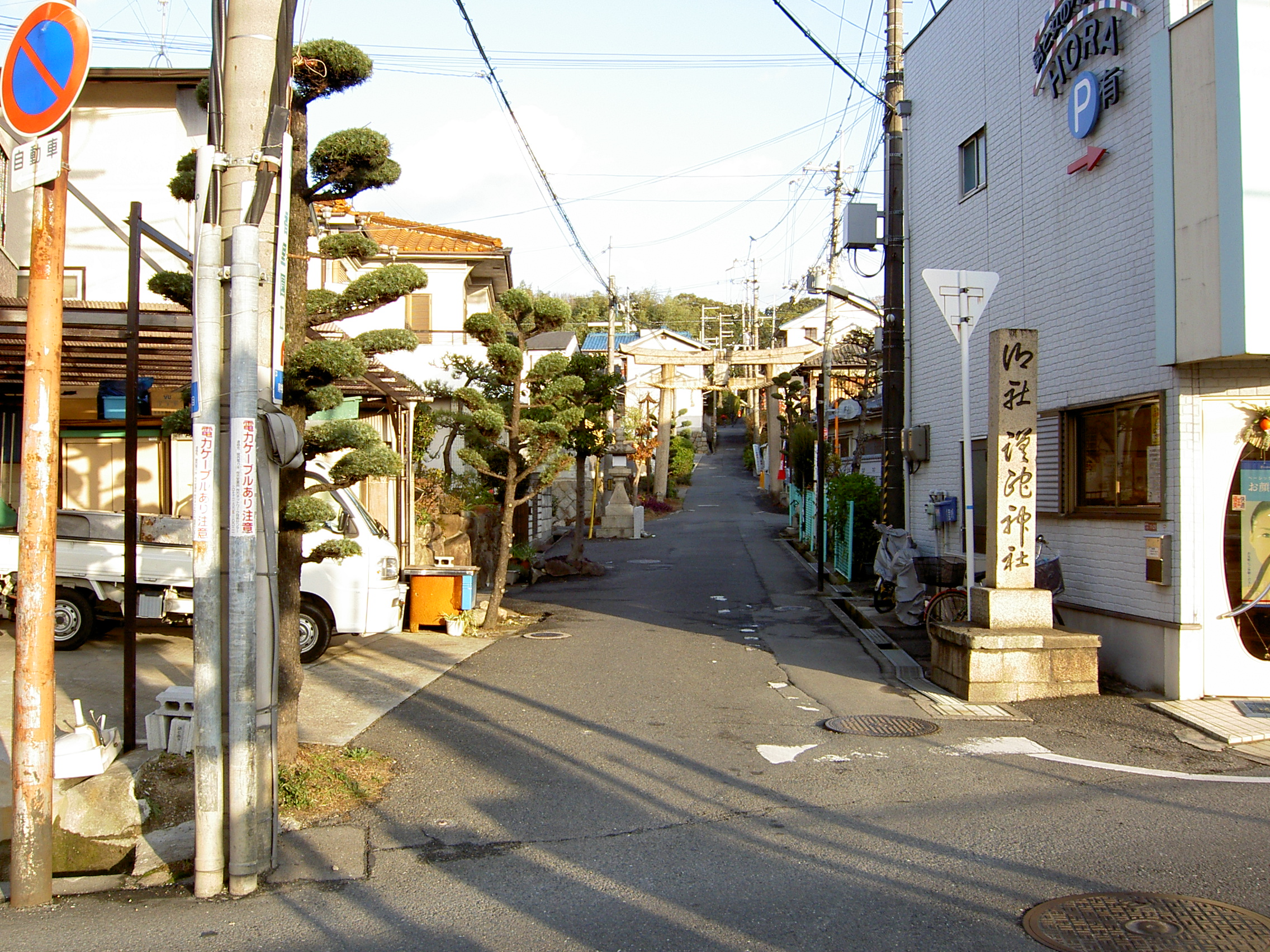
Un sandō en Osaka
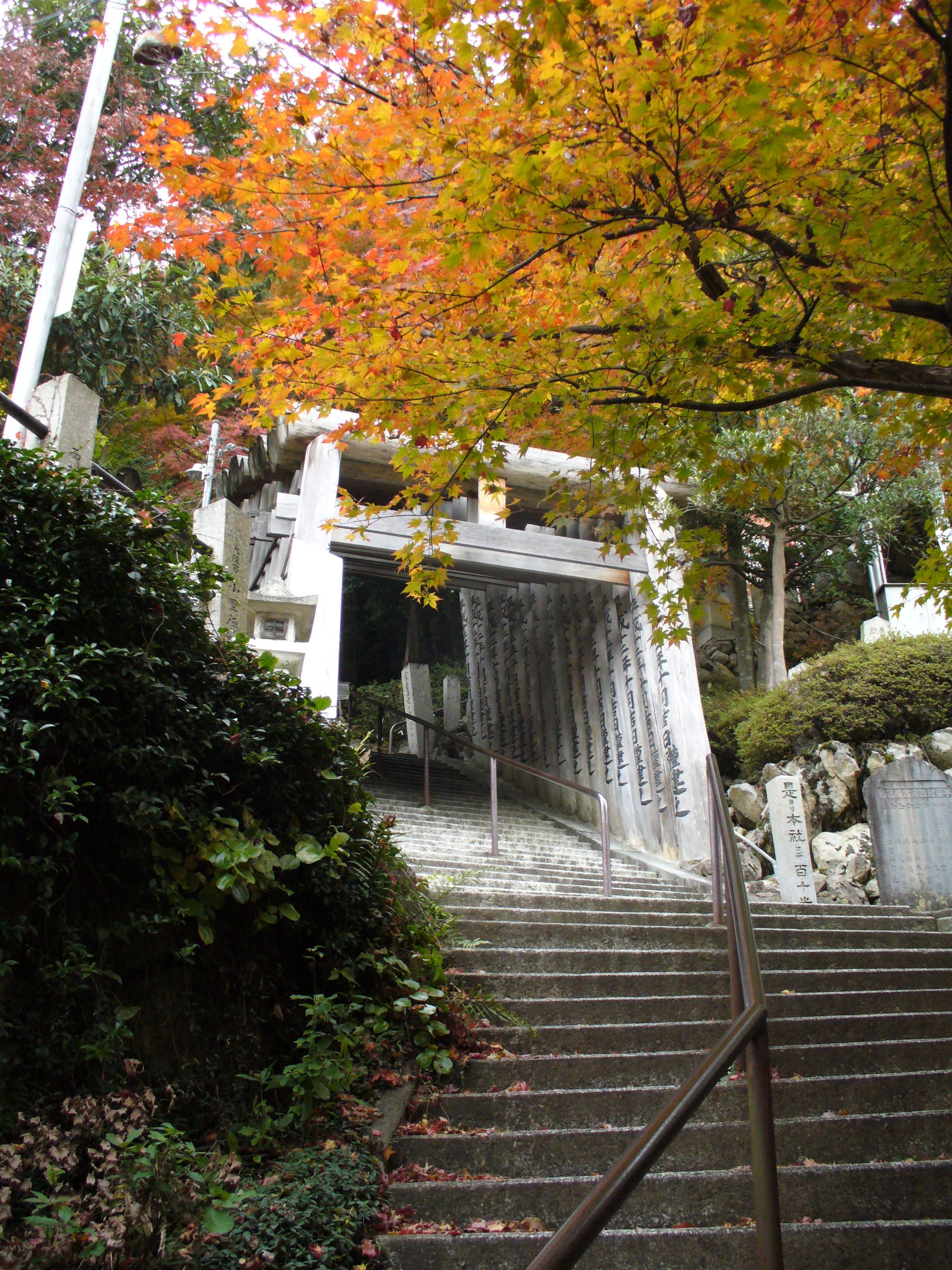
Un sandō con escalones
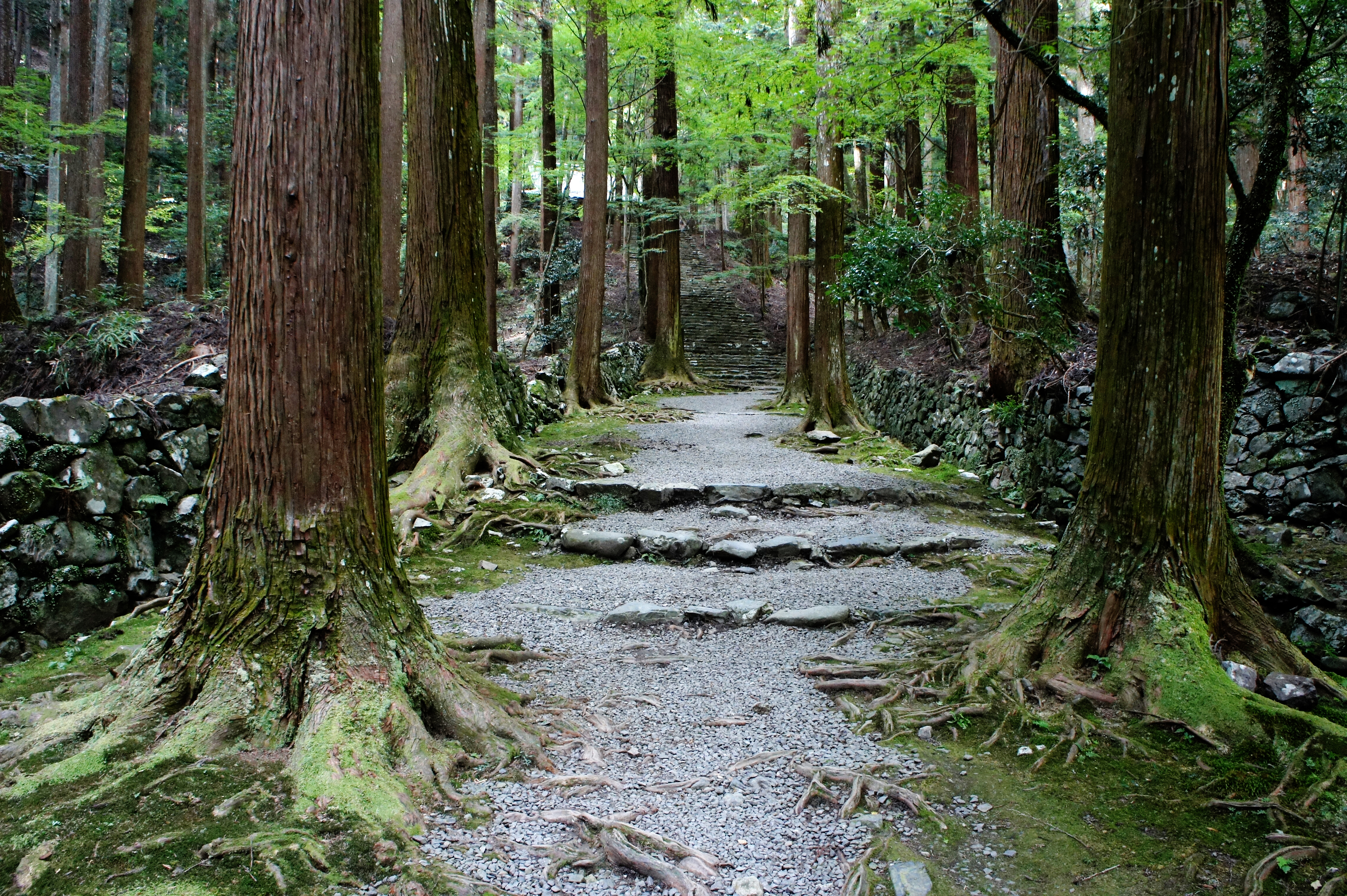
El sandō en Kōzan-ji, Kioto